# サウィン祭
サウィン祭また単にサウィン（ゲール語: Samhain、マン島語: Sauin）は、ケルトにおける1年の最初の祝日（祭日）であり、10月31日夜から11月1日にかけて行われる祭りである。サウィンはケルトにおける最も大事な祭りであるとされる。収穫を先祖の霊に供える収穫祭であるとともに、この世とあの世の境界がなくなり、冥府が人間に見える日であるとされていた。
ケルト人は1年を「暗い日々（闇の季節）」である冬（ギアモン）と「明るい日々（太陽の季節）」である夏（サモン）とに二分し、更にそれぞれを二分して、1年を4つに分けた。古代アイルランドでは、その節目ごとに祝日が設定され、4つの大祭が行われた。サウィンはケルト暦で1年の始まり、すなわち夏の終わりと冬の始まりにあたる。11月1日のサウィンに対し、残りの3祭は2月1日のインボルグ (Imbolc)、5月1日のベルティナ (Bealtaine)、そして8月1日のルーナサ (Lughnasadh) である。
また、ケルト人は夜によって日を数え、節目の祝日の前夜祭は華やかに行われた。サウィンの前夜祭である10月31日には、捧げものをし、篝火を焚いて魔物を近付けないようにする風習があり、これがアングロサクソンの国々における現代のハロウィンの原型と考えられている。
日本語への転写には表記揺れがあり、サーウィン、サーオィン、サヴァン、サウァン、サーウェン、サマイン、サムハイン、サムヘインとも表記される。

## 語源

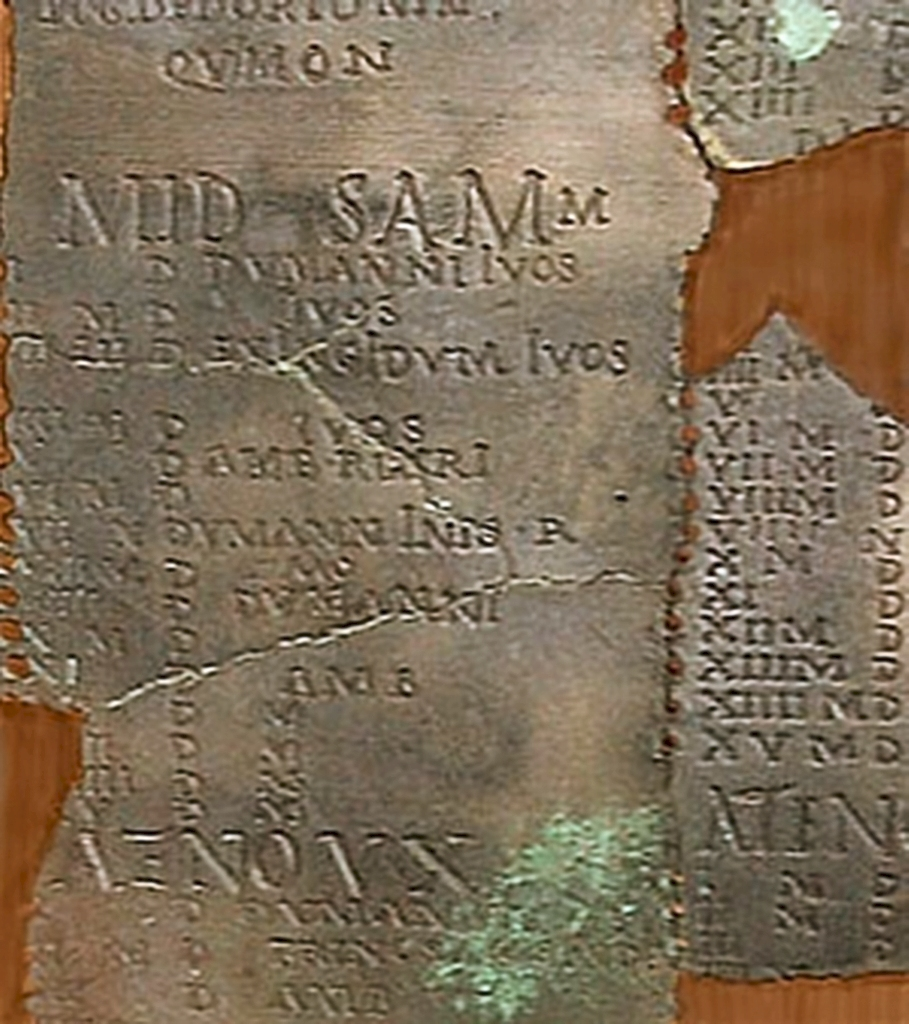
サモニオスが記述されているコリニー暦。

サウィン (Samhain) の名称は 古アイルランド語の sam（夏） + fuin（終わり） に由来すると考えられ、「夏の終わり」を意味するとされる。語源となっているアイルランド語の samrad やガリア語 samon はケルト暦で暖かい季節を意味する。
古アイルランド語ではサヴァン（Samain）と呼ばれた。フランスアン県ブール＝カン＝ブレス郡のコリニーで出土した青銅板に書かれた暦（コリニー暦）には、「サモニオス Samonios」という言葉が書かれていた。これはアイルランドのサウィンと同じもので、サウィンはケルト社会で広く行われていたものであると考えられている。
10月31日のハロウィンの日は、アイルランド語で Oíche Shamhna、スコットランド・ゲール語で Oidhche Shamhna、マン島語で Oie Houney といい、「11月の夜」を意味する。11月1日や祭り期間のことは、同順に Lá Samhna、Là Samhna、Laa Houney と「11月の日」を意味する。

## 行事と意味

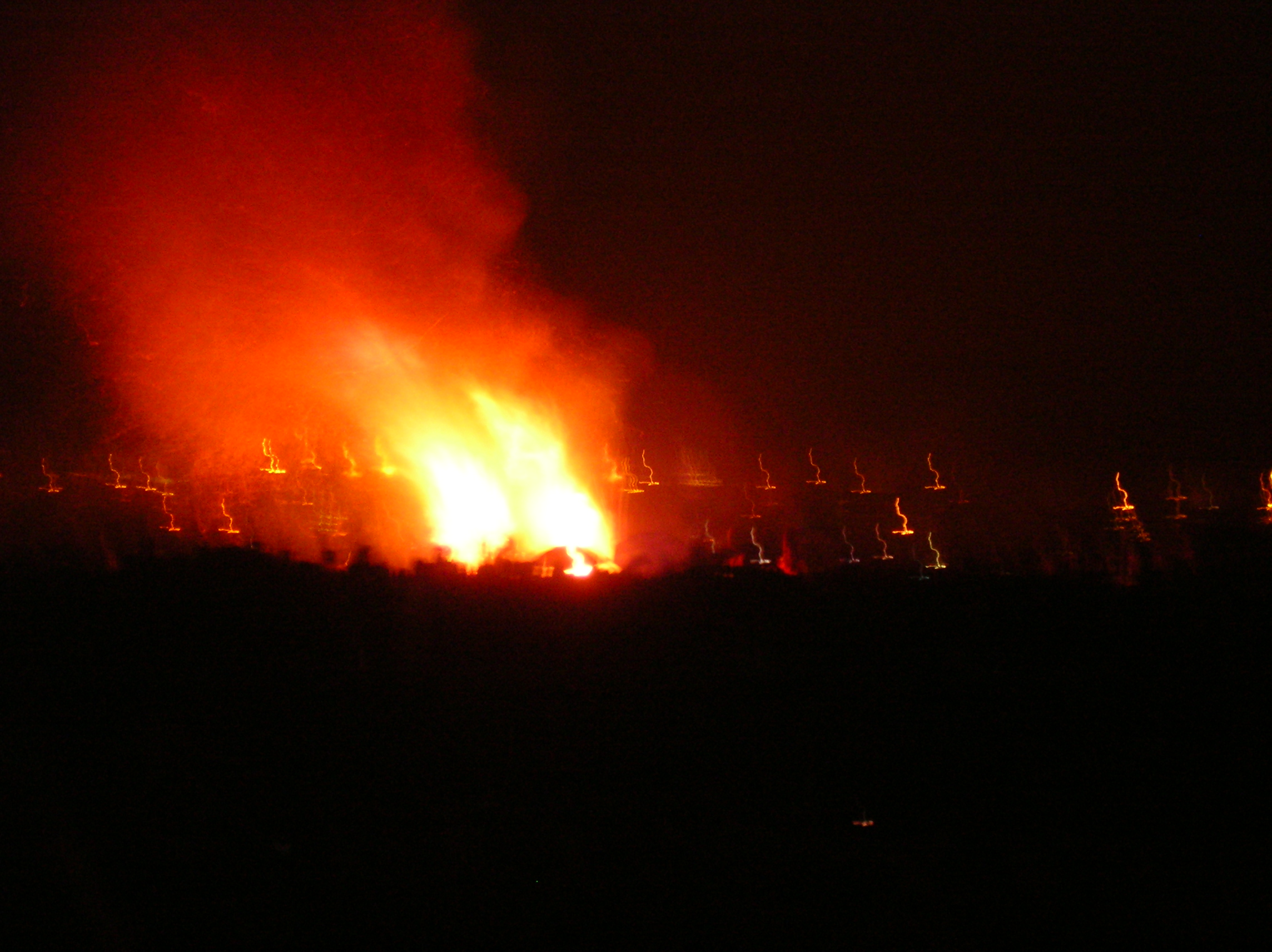
サウィンの祝祭では、篝火が炊かれる（ただし写真はベルティナのもの）

ケルトの4つの大祭は農事暦中の重要な区切りであった。農作と家畜の成長を神に祈願するとともに、季節の区切りを明確にして人々の集中的な農作業の後の息抜きをもたらすものであった。
サウィンが来ると、農作物が収穫されて貯蔵された。家畜は野原から囲い込んで集められ、繁殖のために残された数頭を除いて屠殺され、冬の保存食として備蓄された。サウィンでは、10月31日の日没に終えたばかりの収穫を祝い、饗膳が並べられた。最良の収穫物と屠殺された家畜がそれぞれ持ち寄られ、共食に供された。ケルト人がアルコールを十分に味わえたのはこの日だけだったとも言われる。
ケルトでは祖先崇拝が行われていた。サウィンは死者の魂が現世に帰ってくる日ともされ、死者たちを迎えるための祭りであった。そのために家の門や扉、窓の施錠が外され、通路には灯が点されて死者が自由に入場できるようにされた。逝去した人の席を用意して、帰ってきた先祖のような良い死者をもてなすための御供えが行われ、晩餐を共にする風習があった。また、サウィンは異界と通じるとされる時期であることを利用し、占いが行われた。正しい言葉を発し、正しい行いをすれば未来を占うことができると考えられた。これは死者たちの知恵の恵みを期待したものである。サウィンの一部として競馬が行われることもあった。
また大きな篝火を焚く事が祝祭の一環でもある。インボルグを除くケルトの大祭には篝火が焚かれた。日没を迎えた前夜祭には全ての家の炉端の火が消され、ドルイドにより「清めの火」である篝火がトラクトガの丘の近くで灯された。篝火には去り行く太陽の季節を惜しみ、冬の太陽の再来が念じられた。この火は各家庭の火の再生源であり、隣人や親戚に依存して生きていたケルト人にとって、共同体の重要性を示すものである。炎の中には屠殺された家畜の骨 "bone" が投げ込まれたため、篝火は英語で bonfire と呼ぶとされる。スコットランドでは、篝火はサムハナグと呼ばれた。
サウィンは行政的にも重要な日であり、大きなタラの集会が行われた。饗宴の合間に年次集会が開かれ、借金の返済や裁判が行われた。ここで重罪とされた者は3日間のうちに処刑された。
サウィンの起源は、冬のための間引き、飼料の用意、および繁殖のために放牧中の家畜を集める行事と関連があると考えられている。

### ケルト世界とサウィン

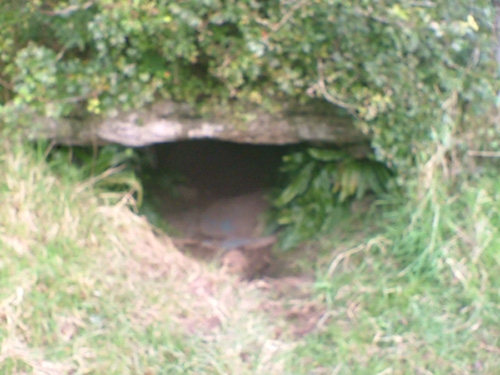
異界への入口とされるクルアハンの洞窟

古代アイルランドの世界観は多神教的であり、ケルト人は形ある自然界の事物に霊的生命を与えているのは目に見えない超自然の力によるものであると考えていた。そして、自然界と超自然界は自由に交通できると考えられ、ケルト人は多様な超自然の霊たちが住む世界と共存し、霊との交流が行われていた。ケルト人は死後の世界や魂の転生を信じ、霊が旅をしてあの世（ティル・ナ・サウラ、Tír na samhradh「夏の国」）へ行くと考えていた。サウィンは霊的エネルギーが最高潮に達する時期であり、時空の境界が一時的に取り払われ、異界の霊が生者と自由に交流ができるようになると信じられていた。開かれた異界から湧き出てくる超自然エネルギーのコントロールには、ケルトの司祭であるドルイドによる仲介者としての力が必要であった。
またケルトでは、「光と闇」、「善と悪」、「豊穣と破壊」、「勇気と恐怖」、「合理と不合理」のような対立要素があり、そういったもので一切が説明できると考えられていた。これは例えば、アイルランド神話におけるすべての技術の擬人化である主神ダグダと、大地・肥沃の女神であるが人間に害を与えることもあるモリガンの関係に代表される。これは生命においてもこういった対立する生命原理の相互作用により生じると考えられていた。そして、これらは一方が他方を完全に打ち破ることはないとされていた。マカロックやP.W.ジョイスなどによると、サウィンには、様々な対立概念が含まれているとされる。サウィンの日には、万民の利益のために対となる対立要素の境界が希薄になり、互いに結び付けられた。
1つ目の対立概念は、自然界の生命の循環と農作業の周期に関わるものである。ケルト暦では、サウィンとベルティナを境として闇が光を、光が闇を圧倒する。サウィンでは作物の成長や実りが終わり、冬枯れの「暗い日々」が現れる。しかしこれは生命の終末ではなく、収穫の喜びの思い出と、のちに始まる新たな生命の芽生えに対する期待を含んだものである。同時に農民にとっては労働が終わり休息の始まりでもある。
2つ目の対立概念は、過ぎ行く旧年の穢れを祓い、衰弱した生命に新たなエネルギーを注入して新しい年を復活させようとする祈りが込められたものである。サウィンでは聖なる篝火が焚かれ、それが各家庭の暖炉や竈に分けられた。これはエネルギーの象徴でもあり、同時に家畜たちを悪疫から守るための清めの意味も持っていた。
そして、サウィンは3つ目の対立概念は、あの世とこの世、自然界と超自然界の境界がなくなることである。旧年と新年が入れ替わる10月31日の深夜には、通常の時空間の枠組みが崩れ、地下のシーが地上に出没するようになる。サウィンの夜には死者がこの世に戻ることも、シーが悪魔に魅入られた人間に乗り移ることも可能とされた。邪悪な霊の振舞いを鎮めるため、ケルトの司祭ドルイドによって祈禱が捧げられ、ときには動物を生贄とすることもあった。

## アイルランド神話におけるサウィン

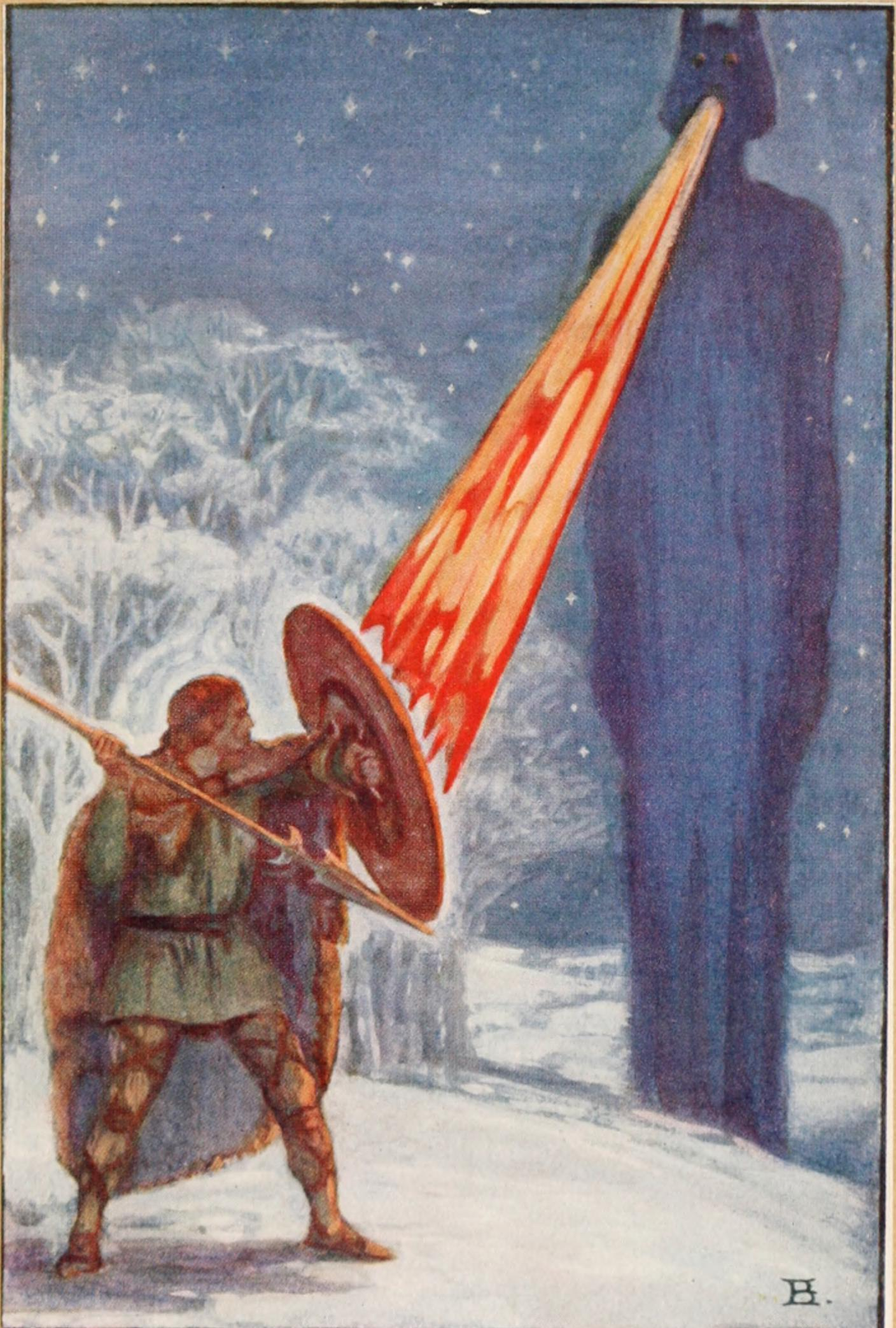
サウィンの度にタラの町を焼いたアイレンと戦うフィン・マックール。

サウィンは霊的エネルギーが最高潮に達する時期であったため、大きな出来事がよく起こった。
サウィンの日には、供物や生贄が捧げられた。『来寇の書』によると、アイルランドは凶暴な巨人の先住民族（魔族）フォウォレ族に支配されており、生き残った人々は毎年サウィンの日にトウモロコシ、牛乳、子供の3分の2を税として課されていた。『マグ・トゥレドの第2の戦い』でサウィンの日に半神の一族トゥアハ・デ・ダナーンがフォウォレ族を打ち負かし、フォウォレ族は放逐された。
また、サウィンにはロマンチックな側面もあった。サウィンはケルトの主神であるダグダが女神モリガンと結婚（交接）する日であるとされる。『オェングスの夢』では、ダグダの息子オェングスは、1年間毎晩夢の中で若く美しい少女の訪問を受けて、恋に落ちる。彼女が現れなくなると、オェングスは衰弱し始める。父ダグダが少女探しに力を借りようと、シード（sidh、妖精の丘）を訪れる。2年後、銀の鎖を付けられた150人の乙女の中にその少女がいることが突き止められる。少女はエタル王の娘カエルであったが、王は娘を嫁がせるのを拒んだ。そこでダグダと同盟軍はエタル王の宮殿を破壊したところ、実はカエルは魔法にかけられていて毎年サウィンの日に変化し、1年は人間、次の1年は白鳥になることを繰り返すということが明らかにされた。オェングスは白鳥の姿になったカエルを見つけに湖を訪れた。現れた白鳥は、湖へ帰すと約束してくれるなら一緒に行っても良いと言い、オェングスは承諾する。オェングスはカエルを抱きしめると、自身も白鳥に変化した。
アルスターの英雄であるクー・ホリンが異界と接触したのはサウィンであったとされる。同様に、フィン神話における超人的な戦争の指揮官であるフィン・マックールもサウィンに異界と接触している。フィンはサウィンの日にで覇王が議長となって開かれるタラの年次集会を訪れる。王は屈強な会衆に、妖精族の人間アイレンの討伐を持ちかけた。サウィンには毎年、アイレンがタラの町にやってきてハープを演奏し、音色を耳にした人間を魔法にかけて眠らせてしまう。またアイレンは口から火の柱を吹いて王宮を焼き払うため、町は9回破壊された。そこでフィンはアイレンの討伐を請け負い、味方から与えられた魔法の槍の先を使って魔法の音色を断ち切り、外套を使って炎を撃退した。アイレンは異界の入口を通り逃げようとするが、フィンが槍を投げつけて絶命させる。フィンはアイレンの首を落とし、王に献上して褒美を得た。
またアイルランド神話には、異界ではこちらの世界と時の流れ方が異なるというテーマの物語が知られるが、これは後にハロウィンの物語にも受け継がれている。『ネラの異界行』では、ネラがサウィンの日に国王アリルから絞首刑にされた死体の足首に輪をかけてくるという課題を与えられ、首尾よくこれを果たす。このときネラは、死んでいるはずの囚人に喉が渇いているから水を飲ませてくれとせがまれる。そこで死体を下ろして、水を飲ませるための家を探し、水を与えた。しかし囚人は水をもらった家の者に水を吹きかけ、その人々は死んでしまった。ネラは死体を絞首台に戻し、国王の要塞へと引き返すが、要塞は妖精軍の放った炎に包まれていた。ネラはクルアハンの丘を抜ける妖精軍を尾行して異界に入り、そこで妻を娶った。ネラは妻から、以前見た炎に包まれる要塞は幻影であったが、国王アリルに警告しなければ次のサウィンに幻影は現実となってしまうことを知らされる。異界とは違い、現世では時間が経っていなかった。結局妖精軍の侵攻を阻止するが、ネラは異界の家族の元に戻って一生を過ごした。

## 異文化との関わりと変遷

### 外界から見たケルト文化
鉄器時代のケルト人は文字を持たなかったため、古代ギリシア・ローマの著述家による記録またはアイルランドとウェールズの民間伝承神話、そして考古学的資料を基にケルト文化が解釈されている。しかし、民間伝承神話にはキリスト教化による影響や、中世の修道士による創作が含まれている。また、古代ギリシア・ローマ人によるケルト文化の記述は「野蛮人」というステレオタイプによる偏見が含まれている。

### サウィンのキリスト教化
現代のイギリスにおけるキリスト教では、10月31日に前夜祭（Vigil）、11月1日に万聖節、11月2日に万霊節と3日間連続して行われるが、これはサウィンを引き継いだものであるとされる。
ケルト人によるサウィンはペイガンの祭りとされる。7世紀にはヨーロッパ全域にカトリック教会が広まり、宣教師たちは異教徒であるケルト人を改宗させていた。この際、カトリック教会では暦にある祝祭日を消す代わりに、キリスト教の目的のための祭に置き換えようとした。
まずカトリック教会は紀元609年にローマのパンテオンを聖母マリアと殉教者のための聖堂とし、5月13日に「サンタ・マリア・ロトンダ "Santa Maria Rotonda"」と改称した。5月13日はもともと霊を祭るローマ帝国のレムリア最終日で、これが万聖節の端緒となった。8世紀半ばにはローマ教皇グレゴリウス3世が殉教者の祝祭を11月1日に移し、「全ての聖人の日」つまり万聖節（諸聖人の日）とした。これはケルト人が断ち切り難かった異教の祭りであるサウィンを取り込もうとする意図があったのかもしれないともされる。
また紀元1000年ごろ、カトリック教会は11月2日を万霊節 (All Souls' Day) とした。これはカトリック教会では煉獄にいる死者の霊のために祈りを捧げる日だと説明される。これもサウィンをキリスト教へ取り込もうとしたものとされ、サウィンが万霊節と呼ばれることもある。これはローマ帝国のレムリアがカトリックに取り込まれ万聖節となったのと同様である。1550年頃には既に、サウィンは万聖節および万霊節の2つのカトリックの祝祭に取り込まれたが、依然として異教的特徴は維持されていた。

### サウィンと現代のハロウィン
前夜祭は現代のハロウィン (Halloween) であり、これは万聖節（All Hallows）の前夜祭（even、縮約形は e'en）が約まってできた語である。ハロウィンの形成には、1346年からヨーロッパで猛威を振るった黒死病による死のイメージ、また、1480年ごろからの魔女狩りが影響を与えた。また、1509年に王位を継承したヘンリー8世やその娘のエリザベス1世は、英国教会をローマ教皇庁から分離しようとし、（教皇側の祝祭である）万聖節を抑制する宣言を発布した。特にエリザベス1世は、「万聖節および万霊節、その前後2晩に鐘を打ち鳴らす迷信」を禁じた。また、1590年のノース・バーウィックの魔女裁判以降、ハロウィンは魔女、猫、箒や悪魔と結び付けられることとなった。
1605年の火薬陰謀事件から、ガイ・フォークスの日が11月5日に行われるようになったが。1647年にはイギリス議会は、万聖節や万霊節の伝統が既にガイ・フォークスの日に組み込まれていることから、ガイ・フォークスの日以外の祝祭を禁じた。現代でもガイ・フォークスの日は「焚火の夜」として親しまれる。また、1582年にカトリック教会ではグレゴリオ暦への切り替えが行われ、イギリスでも1752年に新暦が採用された。しかし既にこの時点で11日の誤差が生じており、ハロウィンは新暦の10月31日に行う人も、「旧サウィン前夜祭」として旧暦の10月31日に当たる新暦の11月11日に行う人も現れた。北アイルランドでは、20世紀初頭まで旧サウィン祭を「オールド・ハレーヴ」と呼んで祝っていた。この11月11日は収穫の守護聖人である聖マルティヌスを祝うマルティヌス祭と同一視され、ヨーロッパ大陸やイギリス諸島で祝われた。イングランドではガイ・フォークスの日が中心的祝祭として残されたが、ケルトの影響が根強いスコットランド・アイルランド・ウェールズ・マン島では、日が近いこれらの祝祭とは異なり、依然としてサウィン前夜祭を引き継いだ10月31日の夜にハロウィンが祝われた。

### ヴァランシーの誤謬
イギリス軍の測量技師であるチャールズ・ヴァランシーは、アイルランドに関することを多数記録したが、大部分は誤っていた。1786年にヴァランシーは『謎のアイルランド人についての抜粋集』（"Collectanea de Rebus Hibernicis"）を発表し、「サウィン Samhain はケルト人の神のことで、別名「バルサブ」という死の主を意味する」という誤った説明を行った。ヴァランシーは野蛮な人々が残忍神々に人身御供を捧げ、激しく燃え盛る篝火の下で邪悪な霊を撃退して秋を過ごしたと夢想した。しかし、実際にはケルトの伝承にはそのような語は登場しない。
それにもかかわらず、ヴァランシーのサウィンに関する説明は信じられ続け、1950年の『20の世紀を超えたハロウィーン』(Halloween Through Twenty Centuries) などには「Samhain、死の主」と言及されていた。さらに1990年代初頭にはアメリカのキリスト教団体がハロウィンは「捧げものとして人間を焼くことで死の主サウィンを宥め、その歓心を買おうとする祝祭」であり、子供たちに祝わせないよう父兄への呼びかけがなされた。

## ネオペイガニズムとサウィン

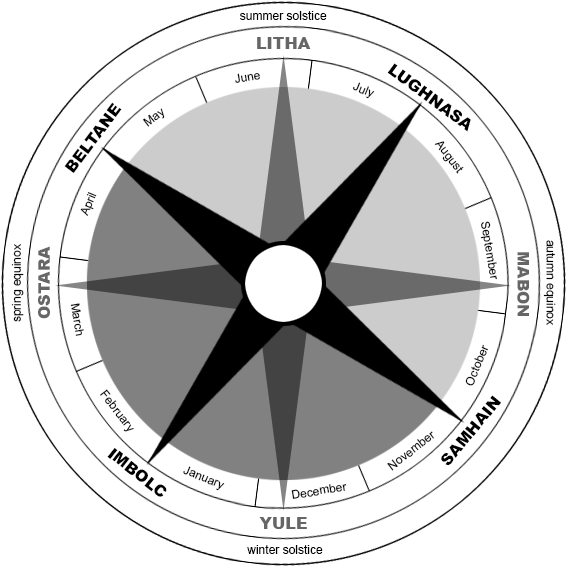
「年の車輪」

ケルトの元来の宗教としてのドルイド教は近代初期にアイルランドのドルイドがいなくなることで消失した。しかし、16世紀に古代ギリシアおよび古代ローマ文献が再発見され、ドルイドへの関心が復活した。鉄器時代のケルト人は文字を持たなかったため、ケルトの宗教的風俗はほとんどがローマ人の文献に限られて未知の部分が多く、そのため懐古的ロマンティシズムやケルト文化再興の運動を強く刺激した。
現代のドルイド教はウイッカやシャーマニズムと同様、ネオペイガニズム（新異教運動）の一つとされる。ドルイド教はケルト文化再興運動とも重なる。ウイッカの祭祀は、サバトと呼ばれる年8回の季節の祭に行われる。月崇拝を行うウイッカは太陽崇拝を主とするドルイド教とは異なるものであるが、季節の祭を行う点はドルイド教と共通している。
ネオペイガニズムのうちウイッカやドルイド教は、ケルトの4つの節目の大祭に加え、ゲルマンに由来する4つの祭り（小サバト）を加えた8回の季節の祝祭（サバト）を祝う、「年の車輪（年の輪、Wheel of the Year）」が行われる。また、周期や循環という考えはドルイドの信念や行動の中心をなし、命や年、1日も循環であるとされる。また、1年におけるサウィンは、一生における老年から死に相当するとされる。